# Тукмачёв, Сергей Викторович
Серге́й Ви́кторович Тукмачёв (род. 4 января 1958 года, Кирово-Чепецк, Кировская область, РСФСР, СССР) — советский и французский хоккеист, позже — французский тренер. Мастер спорта СССР.

## Биография
Родился 1 апреля 1958 года в Кирово-Чепецке. Воспитанник местной «Олимпии» (первый тренер Р. А. Корзунин). В 1976 году был приглашён в московское «Динамо», с которым в 1979 году стал серебряным призёром чемпионата СССР и финалистом Кубка СССР. С 1980 по 1989 годы играл в минском «Динамо» (в сезонах 1980/1981 и 1988/1989 команда выступала в высшей лиге).
В составе советских юниорской и молодёжной сборных был чемпионом Европы среди юниоров (1976 год) и чемпионом мира среди молодежи (1978 год).
В 1990 переехал во Францию, где в сезоне 1990/1991 играл во входящем в высшую французскую Лигу Магнуса клубе «Реймс». В дальнейшем играл в клубах младших французских лиг — ХК «Везине», «ХОГЛИ» из Ла-Рош-сюр-Йона и клубах из Бреста (ХК «Брест-2» и «Альбатрос де Брест»).
С 2007 входит в тренерский штаб клуба «Брест Альбатрос» (в 2007—2010 был его главным тренером).

## Достижения
- Чемпион Европы среди юниоров 1976.
- Чемпион мира среди молодёжи 1978.
- Серебряный призёр чемпионата СССР 1978/1979.
- Финалист Кубка СССР 1979.